# Zeit im Bild (Zeitschrift)

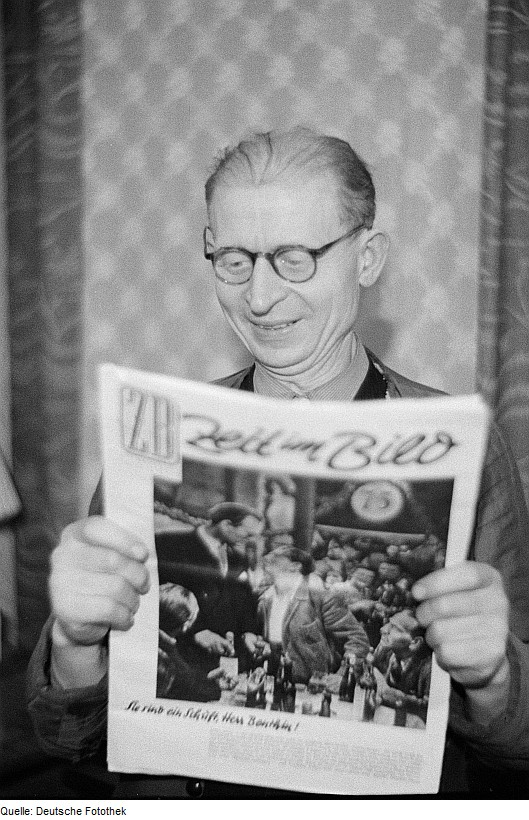
Mann liest die Zeitschrift "Zeit im Bild" (1950)

Zeit im Bild (ZiB) war eine deutsche Illustrierte, die in der Sowjetischen Besatzungszone bzw. in der Deutschen Demokratischen Republik erschien.
Die Zeitschrift wurde im Januar 1946 auf Beschluss der sächsischen SPD- und KPD-Landesvorstände zur Vorbereitung der Vereinigung der beiden Parteien geschaffen. Als erste paritätische Chefredakteure wurden Oskar Kurpat von der SPD und Hans Schrecker von der KPD benannt. Von der Sowjetischen Militäradministration in Deutschland (SMAD) wurde das ehemalige Goehle-Werk in Dresden als Redaktions-, Verlags- und Druckereigebäude zur Verfügung gestellt. Die erste Nummer der ZiB erschien am 1. März 1946, noch vor der Zwangsvereinigung von SPD und KPD.
Von 1946 bis 1953 arbeitete Max Zimmering als Kulturredakteur der Illustrierten Zeit im Bild.
Zeit im Bild wurde ab 1946 vom Sachsenverlag in Dresden herausgegeben. 1952 gründete die SED den Verlag Zeit im Bild, der die Zeitschrift übernahm. Gedruckt wurde die Zeitschrift vom Druckhaus der Sächsischen Zeitung. 
Sie erschien zunächst vierzehntäglich. Anlässlich des zehnjährigen Bestehens wurde die Erscheinungsweise 1957 auf zehntägliches Erscheinen umgestellt und das Format vergrößert. Ab 1960 erschien die Zeit im Bild wöchentlich. 
Der Schwerpunkt lag auf ausgedehnten Fotoanteilen. Zu den wichtigsten Bildjournalisten gehörte Paul Friedemann.
Im Oktober 1969 ging die „Zeit im Bild“ in der Neuen Berliner Illustrierten auf.